# Північно-Евенський район
Північно-Евенський район (рос. Северо-Эвенский район) — муніципальне утворення Магаданської області, в межах якого замість скасованого муніципального району утворено муніципальне утворення Північно-Евенський міський округ.
Адміністративний центр - селище міського типу Евенськ. 

## Географія
Район розташований на північному сході області. Площа - 102 тис. км. кв. Північну частину району займає Колимське нагір'я (висоти до 1500 м), південна частина, що виходить до Охотського моря - більш низовинна. Північно-Евенський район займає територію в зоні арктичної гірської тайги та лісотундри.

## Історія
Район утворений в 1930 році в складі Охотско-Евенського національного округу Далекосхідного краю з центром в селі Наяхан. З 1934 року в складі Нижньо-Амурської області Хабаровського краю. У 1951 році райцентр з села Наяхан, яке було зруйновано повінню, був перенесений в Евенськ. 3 грудня 1953 район увійшов до складу новоствореної Магаданської області.

## Населення
Населення - 1938 осіб. У міських умовах (смт Евенськ) проживають 71,49% населення району.
Район - місце компактного проживання корінних нечисленних народів Півночі (коряки, евени, чукчі, ітельмени). Їх частка від загального населення становить 59%.

## Економіка
Основні галузі господарства - видобуток золота, оленярство та риболовля. Автомобільних доріг та залізниць у районі немає.

## Природні ресурси
На території є багаті поклади золота, бурого вугілля, яшми, сланців, гірського кришталю, агату, берилу, прениту, бурштину та ін. Також в районі багато гарячих джерел, найзнаменитіший з них - Таватумський, де щоліта діє дитячий табір, в який їдуть діти з усієї області.

## Рибальство
У річках переважають два види риби - кета та горбуша. Морське узбережжя багато нерпою, білухою, оселедцем, навагою, тріскою, мойвою, корюшкою та ін. У внутрішніх водоймах багато прісноводної риби - харіуса, щука, минь річковий.